# طلقة مسلسلة
الطلقة المُسلسَلة هي نوع من قذائف المدفع، تتكون من كرتين من عيار أقل، أو نصفي كرة، متسلسلين ببعضهما البعض. أما الطلقة القضيبيّة فهي مشابهة، لكنها متصلة بقضيب صلب. وقد استُخدمت في عصر السفن الشراعية ومدافع البارود لقصف الصواري، أو لقطع حبال الشكائم وأي تجهيزات أخرى لسفينة مستهدفة.

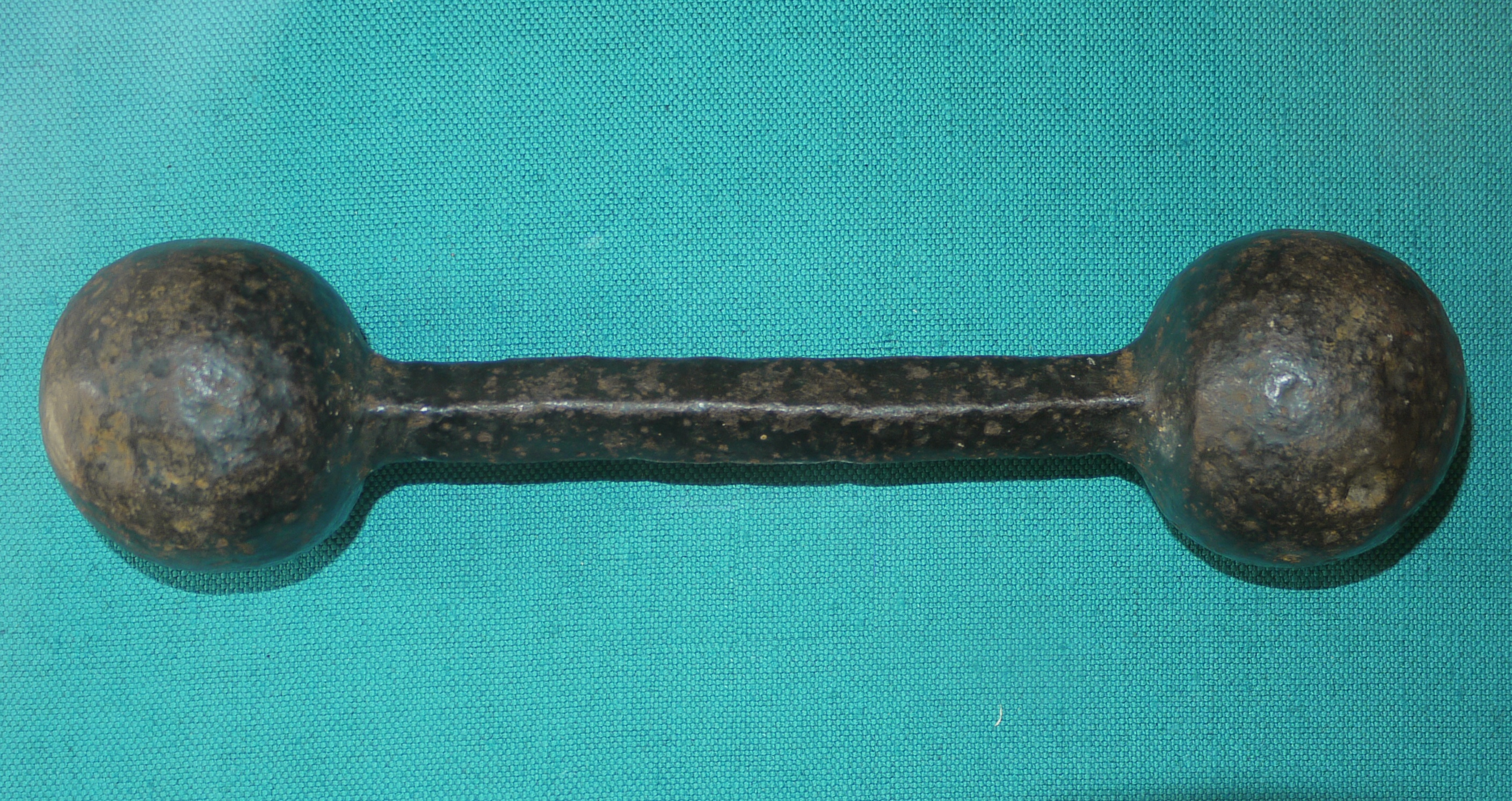
طلقة قضيبية.